# Nancy Jurik
Nancy Jurik ist eine US-amerikanische Soziologin. Sie ist emeritierte Professorin an der Arizona State University. 2002/03 amtierte sie als Präsidentin der Society for the Study of Social Problems.
Jurik machte alle akademischen Abschlüsse im Fach Soziologie: Bachelor (1973) und Master 1975 an der Southern Methodist University, Promotion zur Ph.D. 1980 an der University of California, Santa Barbara. Seit 1981 wirkt sie an der Arizona State University.   

## Schriften (Auswahl)
- Mit Gray Cavender: Justice provocateur. Jane Tennison and policing in Prime suspect. University of Illinois Press, Urbana 2012, ISBN 978-0-2520-3719-1.
- Mit Susan Ehrlich Martin: Doing justice, doing gender. Women in legal and criminal justice occupations. 2. Auflage, Sage Publications, Thousand Oaks 2007, ISBN 978-1-41292-720-8.
- Bootstrap dreams. U.S. microenterprise development in an era of welfare reform. ILR Press, Ithaca 2005, ISBN 0801442990.